# Вагіно (Білозерський район)
Ва́гіно (рос. Вагино) — село у складі Білозерського району Курганської області, Росія. Адміністративний центр Вагінської сільської ради.
Населення — 61 особа (2010, 101 у 2002).